# Bas Dost
Bas Dost (Deventer, 31 mei 1989) is een voormalig Nederlands profvoetballer die doorgaans als spits speelde. Hij was van 2015 tot 2018 international van het Nederlands voetbalelftal. 

## Clubcarrière

### FC Emmen
Dost begon bij de jeugd van CVV Germanicus in Coevorden. Hij blonk hier uit en de aanvaller werd gescout door FC Emmen. Hij werd overgenomen en doorliep een deel van de jeugdopleiding van FC Emmen. Voorafgaand aan het seizoen 2007/08 kreeg Dost een contract aangeboden. Vanaf dat moment zat hij bij de eerste selectie van FC Emmen. Op vrijdag 8 februari 2008 maakte hij zijn eerste doelpunt in het betaalde voetbal tegen Fortuna Sittard. Zijn hoogtepunt van het seizoen waren de drie doelpunten die Dost maakte in de thuiswedstrijd tegen aartsrivaal BV Veendam. Door zijn doelpunten won FC Emmen de streekderby met 3–2. Van de 24 wedstrijden waarin hij meedeed speelde hij er slechts drie de volle 90 minuten. 

### Heracles Almelo
In het seizoen 2007-2008 brak Dost definitief door bij FC Emmen. In 23 competitiewedstrijden, veelal invalbeurten, scoorde hij zesmaal. Na het seizoen toonden diverse clubs interesse in de aanvaller. Hij vertrok naar Heracles Almelo dat FC Emmen meer dan 300.000 euro betaalde voor de aanvaller. Omdat hij op 31 mei  1989 is geboren, ontving FC Emmen bij iedere transfer (waarmee geld gemoeid was) een vergoeding, want hij komt uit de jeugdopleiding van de Drentse club. Als hij ook maar een dag later op de wereld zou zijn gezet, dan had FC Emmen die vergoeding nimmer ontvangen. Zijn eerste doelpunt in dienst van Heracles Almelo maakte Dost tegen sc Heerenveen. Na een snelle 2–0 achterstand kwamen de Heraclieden vlak voor rust terug en Dost maakte in de tweede helft de gelijkmaker, waardoor Heracles een punt pakte in Friesland.
In het seizoen 2008/2009 scoorde Dost voor Heracles drie doelpunten in 27 competitiewedstrijden. Een seizoen later (2009/2010) maakte hij veertien doelpunten in de Eredivisie. Hiermee maakte hij indruk en wekte hij onder andere de interesse van Ajax.

### sc Heerenveen
Ajax werd niet concreet genoeg en er kwamen steeds meer geruchten over een transfer naar sc Heerenveen. Begin mei 2010 bereikten de clubs een akkoord over de transfersom en een paar dagen later was er ook met de speler zelf een akkoord bereikt. Dost werd medisch gekeurd en ondertekende een vijfjarig contract. Met de transfer was een bedrag van 3,1 miljoen euro gemoeid. Bij Heerenveen werd Dost echter ontevreden, trainer Ron Jans liet hem veelal als invaller spelen. Op 29 januari 2011 bevestigde Heerenveen-voorzitter Robert Veenstra tegenover Omrop Fryslân dat Ajax nog steeds interesse had in Dost. De Amsterdammers wilden de aanvaller halen als opvolger van de naar Liverpool FC vertrokken Luis Suárez. Ajax en Heerenveen konden het echter niet eens worden over de voorwaarden waaronder Dost zou mogen vertrekken. Op 30 januari 2011 werd bekend dat Dost daarom een spoedarbitrage had aangevraagd bij de KNVB, om een transfer naar Ajax af te dwingen. Direct na de uitspraak onderging Bas Dost een medische keuring bij Ajax, zodat deze formaliteit niet meer op het laatste moment zou hoeven te gebeuren. Ajax en Heerenveen kwamen er echter niet tijdig uit. Een dag later beweerde Dosts zaakwaarnemer dat de clubs enkele minuten voor het verstrijken van de transferdeadline wel degelijk tot een akkoord waren gekomen: Dost zou vertrekken voor 4,5 miljoen euro plus 500.000 euro indien Ajax binnen vijf jaar landskampioen zou worden. Omdat er echter onvoldoende tijd over was om de deal administratief af te handelen, kon de transfer niet meer afgerond worden, aldus Dosts zaakwaarnemer. Volgens de directie van sc Heerenveen was deze lezing onwaar: zij ontkende "krachtig" dat er een akkoord zou zijn bereikt.
Dost bleef voetballen bij sc Heerenveen. Hiervoor maakte hij in het seizoen 2011/12 32 doelpunten, waarmee hij topscorer van de Eredivisie werd. Hij scoorde op 29 oktober 2011 een hattrick in een 4-0 overwinning op ADO Den Haag. Op 10 december maakte hij het nog bonter: hij scoorde alle vijf de doelpunten in de 5-0 overwinning op Excelsior Rotterdam. Tegen N.E.C. op 14 april 2012 scoorde hij zijn derde hattrick dat seizoen. Dat jaar scoorde hij ook zes keer in vijf wedstrijden in het toernooi om de KNVB beker. Hij vormde dat seizoen een gouden trio van Luciano Narsingh, die vijftien keer de assist gaf op goals van Dost, en Oussama Assaidi.

### VfL Wolfsburg
Op 1 juni 2012 werd bekend dat Dost met ingang van het seizoen 2012/2013 SC Heerenveen zou verruilen voor VfL Wolfsburg. Hier maakte hij tijdens zijn competitiedebuut het winnende doelpunt uit tegen VfB Stuttgart. Dost werd in zijn eerste seizoen geen onomstreden basisspeler bij Wolfsburg, maar kwam wel tot twaalf goals en drie assists in 33 wedstrijden. Tijdens zijn tweede jaar in Duitsland kwam hij een stuk minder aan spelen toe. Mede door blessures kwam hij tot slechts vijftien wedstrijden en vijf goals.
Ook het seizoen 2014/15 begon hij als wisselspeler, achter Ivica Olić. Nadat hij het tijdens de eerste dertien competitiewedstrijden van het jaar voornamelijk moest doen met invalbeurten van een paar minuten, kwam er op 6 december 2014 een ommekeer. Uit bij Hannover 96 kwam Dost in de 66ste minuut in het veld als vervanger van Olić en maakte hij drie minuten later de 1-1 voor zijn ploeg. Wolfsburg won de wedstrijd met 1–3. De eerstvolgende wedstrijd, thuis tegen SC Paderborn 07, begon Dost voor het eerst in tijden weer in de basis. Dat gebeurde in de daaropvolgende weken opnieuw, tegen Borussia Dortmund (2–2, niet gescoord) en 1. FC Köln (2–1 winst, openingsdoelpunt). Wolfsburg verkocht Olić in de winterstop van 2014/15 aan Hamburger SV en Dost bleef basisspeler. Zo begon hij op 30 januari 2015 een competitiewedstrijd tegen het dan nog ongeslagen FC Bayern München. Dost scoorde zowel de 1–0 als de 2–0 in een wedstrijd die eindigde in 4–1. Twee weken later maakte hij vier doelpunten tijdens een 5–4 overwinning uit bij Bayer 04 Leverkusen. Zodoende had hij na tien wedstrijden in 2014/15 al meer gescoord dan in heel 2012/13 of 2013/14 bij elkaar. De eerstvolgende competitiewedstrijden liep Dosts teller verder op door ook tijdens een 2–1 overwinning op Hertha BSC en een 5–3 overwinning bij Werder Bremen twee keer te scoren. Na zijn dertiende competitiedoelpunt van het seizoen viel Dosts productie weer stil. Na twaalf wedstrijden zonder doelpunt maakte hij op zaterdag 2 mei 2015 weer een doelpunt, thuis tegen Hannover 96 (2–2). Acht dagen later scoorde hij twee keer tijdens een 3–1 overwinning uit bij SC Paderborn 07, waarmee 2014/2015 zijn op een na productiefste seizoen tot op dat moment werd. Hij werd dat seizoen vierde op de topscorerslijst van de Bundesliga, achter topscorer Alexander Meier (19), landgenoot Arjen Robben en Robert Lewandowski (beide 17). Hij vormde een gouden duo met Kevin De Bruyne, die vijf keer de assist leverde op Dost. 
Op 30 mei 2015 won Dost met VfL Wolfsburg voor het eerst in de geschiedenis de DFB-Pokal. Dost maakte de 3–1 in deze wedstrijd tegen Borussia Dortmund. In de winterstop van het seizoen 2015/16 brak hij een middenvoetsbeentje tijdens het trainingskamp van zijn club in het Portugese Lagos. Dost stond zeker zes weken aan de kant, luidde de diagnose. Desondanks scoorde hij tien goals in alle competities. 

### Sporting CP
Op 28 augustus 2016 werd bekendgemaakt dat Dost overstapte naar Sporting CP. Dat betaalde ongeveer 10 miljoen euro om zijn nog een jaar doorlopende contract bij VfL Wolfsburg af te kopen. Dost tekende een contract voor vier jaar met daarin een afkoopsom van 60 miljoen euro. Hij maakte onder meer vier doelpunten in een met 4-1 gewonnen competitiewedstrijd uit tegen CD Tondela op 11 maart 2017. Begin april bereikte Dost, na een hattrick tegen Boavista FC, de eerste plaats in het klassement om de Gouden Schoen, naast Lionel Messi. Hij beëindigde zijn eerste seizoen in Portugal met 34 doelpunten in 31 competitiewedstrijden. Daarmee werd hij topscorer van de Portugese competitie en tweede in het klassement om de Gouden Schoen, achter Messi. Vooral in de laatste fase van het seizoen was hij op stoom. In de laatste tien competitiewedstrijden scoorde hij driemaal een hattrick en eenmaal vier doelpunten. In alle competities scoorde hij 37 wedstrijden, zijn beste seizoen ooit.
Dost won op zaterdag 27 januari 2018 zijn eerste prijs met Sporting. De ploeg van trainer Jorge Jesus won de finale van de Taça da Liga na strafschoppen van Vitória Setúbal (5-4). Dost had zijn ploeg in de slotfase van de reguliere speeltijd op gelijke hoogte gebracht en benutte ook een van de strafschoppen in de beslissende penaltyreeks.
Op zondag 20 mei 2018 verloor Dost met Sporting in de finale van de strijd om de Portugese beker met 2-1 van CD Aves. Voor CD Aves, de nummer dertien van de Portugese competitie, was het de eerste hoofdprijs in de clubhistorie. De finale stond onder hoogspanning vanwege een aanval door tientallen hooligans, vijf dagen eerder op het trainingscomplex van Sporting. Trainer Jorge Jesus en diverse spelers liepen daarbij klappen op. Dost werd geslagen met een riem en moest met verwondingen aan het hoofd in het ziekenhuis worden opgenomen. Dost speelde met een grote pleister en na rust met een groene bandage om zijn hoofd. In reactie op dat incident diende de spits op 11 juni een verzoek in om zijn contract bij Sporting te laten ontbinden. Hiermee volgde Dost het voorbeeld van zijn teamgenoten Rui Patricio, William Carvalho, Gelson Martins en Bruno Fernandes, die eerder al te kennen gaven hun contract per direct te willen beëindigen. Zijn verzoek werd van de hand gewezen door voorzitter Bruno de Carvalho van de club uit Lissabon. "Ik kan de fans garanderen dat de ontslagaanvragen op niets uitlopen", zei hij. "Dit kunnen we niet als een gegronde reden beschouwen. De argumenten zijn zo zwak dat deze procedures niet zullen worden uitgevoerd."
Ondanks alle opschudding had Dost gewoon een heel succesvol seizoen. Hij scoorde in alle competities 34 doelpunten in 49 wedstrijden. Dost won in het seizoen 2018/19 zowel de nationale beker als de Taça de Portugal met de club. Hij scoorde in de finales van allebei de toernooien. Hoewel het zijn minste seizoen was, scoorde hij gewoon 23 doelpunten in alle competities. Hij speelde in totaal 127 wedstrijden voor de club, waarin hij 93 goals maakte en vijftien assists gaf.

### Eintracht Frankfurt
Dost begon het seizoen 2019/20 nog bij Sporting, maar tekende in augustus 2019 een contract tot medio 2022 bij Eintracht Frankfurt, de nummer zeven van Duitsland in het voorgaande seizoen. Hij maakte op 1 september zijn debuut tegen Fortuna Düsseldorf en maakte meteen zijn eerste doelpunt. Hij scoorde tien goals in zijn eerste seizoen voor Eintracht. Hij begon zijn tweede seizoen als basisspeler en scoorde vier goals in dertien competitiewedstrijden, maar tegen het einde van de eerste seizoenshelft was Dost vaker wissel dan hem lief was. Na anderhalf jaar vertrok hij daarom bij Eintracht Frankfurt.

### Club Brugge
De Nederlandse aanvaller bereikte een overeenkomst met Belgisch kampioen Club Brugge in december 2020. De transfer werd afgerond op 29 december. Club Brugge nam Bas Dost voor zo'n vier miljoen euro over van Eintracht Frankfurt. Hij tekende er een contract tot 2022. Dost is al de elfde Nederlander onder Vincent Mannaert en Bart Verhaeghe die op Jan Breydelstadion komt spelen. In zijn eerste vier wedstrijden voor Club Brugge scoorde Dost vier keer, waarmee Dost een clubrecord vestigde. Hij kwam uiteindelijk in 22 wedstrijden tot tien goals. In zijn tweede seizoen was hij afwisselend basisspeler en wissel. In de loop van het seizoen 2021/22 bleek dat de samenwerking tussen Club Brugge en Dost ten einde zal komen na het verstrijken van zijn contract. Hij scoorde veertien doelpunten in 35 wedstrijden. 

### FC Utrecht
Na eerdere speculaties in de media werd op 1 juli 2022 bekend dat Dost transfervrij naar FC Utrecht zou vertrekken. Hiermee keerde hij via clubs in Duitsland, Portugal en België na tien jaar terug naar Nederland. Dost had de mogelijkheid tussen clubs verspreid over de hele wereld, waaronder ook diversen uit de Eredivisie. Hij maakte al rond eind mei kennis met FC Utrecht en Henk Fraser, de coach van de Utrechtse club vanaf het seizoen 2022/23. Dost koos er wel nadrukkelijk voor om eerst te tekenen voor één seizoen. Uit ervaringen bij zijn voorgaande clubs wil hij namelijk afwachten hoe zijn komst uit zal gaan pakken, ook aangezien hij naar FC Utrecht komt om het plezier in het voetbal terug te vinden.
Dost maakte op 6 augustus zijn competitiedebuut tegen RKC Waalwijk. Na rust viel hij in en boog hij een 2–0 achterstand met twee doelpunten om in een 2–2 gelijkspel. Op 11 september maakte hij in de thuiswedstrijd tegen Vitesse het enige doelpunt van de wedstrijd. Gedurende het seizoen kampte een kleine twee maanden met een voetblessure en speelde ploeggenoot Anastasios Douvikas een sterk seizoen, waardoor Dost geen gegerandeerde basisspeler was. Wel was hij na zijn blessure wederom belangrijk voor het team door op 12 maart 2023 als invaller in de uitwedstrijd tegen N.E.C. (2–2) een van de twee doelpunten na een 2–0 achterstand voor zijn rekening te nemen. Daarnaast maakte hij op 7 april 2023 als invaller de winnende treffer in de met 1–2 gewonnen uitwedstrijd tegen FC Groningen.

### N.E.C.
Op 23 augustus 2023 ondertekende Dost een eenjarig contract bij N.E.C., uitkomend in de Eredivisie. 
 Drie dagen later maakte hij tegen RKC Waalwijk (3-0 winst) als vervanger voor Koki Ogawa zijn debuut voor de Nijmegenaren. Op 23 september stond hij uitgerekend tegen zijn vorige werkgever FC Utrecht in de basis. In die wedstrijd maakte hij vanaf de penaltystip de 3-0 en daarmee zijn eerste treffer voor N.E.C. Tegen opnieuw een oud-werkgever, Sc Heerenveen, scoorde hij zijn tweede goal voor N.E.C. 
Op 29 oktober 2023, nadat hij met een schitterende volley N.E.C. op 1-0 had gebracht tegen AZ, zakte Dost zonder aanleiding in elkaar in de laatste minuut van de wedstrijd. Terwijl spelers van AZ en N.E.C. een kring om hem heen vormden, werd de spits verzorgd en hij stak een duim op toen hij per brancard van het veld werd gedragen. Later die avond gaf hij een update vanuit het ziekenhuis: "Het gaat goed met me. De hulp die ik op het veld heb gekregen was fantastisch. Ik ben nu in het ziekenhuis en ik voel me goed. Bedankt voor alle support!" De wedstrijd werd gestaakt met nog vijf minuten blessuretijd op de klok en een 2-1 voorsprong voor N.E.C. op het scorebord. 
In een update op de clubsite van N.E.C. vertelde Dost op 2 november dat hij een ontstoken hartspier (myocarditis) heeft en op het veld succesvol gereanimeerd was. Hij gaf daarna aan voorlopig afstand te nemen van het voetbal om de komende tijd door te brengen met zijn gezin en familie. Op 15 januari 2024 hoopte Dost van het ziekenhuis te horen dat hij weer kon voetballen, maar een laatste controle in het ziekenhuis wees uit dat hij langer de tijd nodig heeft om te herstellen van zijn ontstoken hartspier. Aan het einde van het seizoen 2023/24 liep zijn contract af.

## Clubstatistieken
| Seizoen                       | Club                | Competitie         | Competitie | Competitie | Beker | Beker | Europa | Europa | Overig | Overig | Totaal | Totaal |
| Seizoen                       | Club                | Competitie         | Wed.       | Dlp.       | Wed.  | Dlp.  | Wed.   | Dlp.   | Wed.   | Dlp.   | Wed.   | Dlp.   |
| ----------------------------- | ------------------- | ------------------ | ---------- | ---------- | ----- | ----- | ------ | ------ | ------ | ------ | ------ | ------ |
| 2007/08                       | FC Emmen            | Eerste divisie     | 23         | 6          | 1     | 0     | —      | —      | —      | —      | 24     | 6      |
| 2008/09                       | Heracles Almelo     | Eredivisie         | 27         | 3          | 1     | 0     | —      | —      | —      | —      | 28     | 3      |
| 2009/10                       | Heracles Almelo     | Eredivisie         | 34         | 14         | 3     | 1     | —      | —      | 2      | 1      | 39     | 16     |
| 2010/11                       | sc Heerenveen       | Eredivisie         | 32         | 13         | 2     | 1     | —      | —      | —      | —      | 34     | 14     |
| 2011/12                       | sc Heerenveen       | Eredivisie         | 34         | 32         | 5     | 6     | —      | —      | —      | —      | 39     | 38     |
| 2012/13                       | VfL Wolfsburg       | Bundesliga         | 28         | 8          | 5     | 4     | —      | —      | —      | —      | 33     | 12     |
| 2013/14                       | VfL Wolfsburg       | Bundesliga         | 13         | 4          | 2     | 1     | —      | —      | —      | —      | 15     | 5      |
| 2014/15                       | VfL Wolfsburg       | Bundesliga         | 21         | 16         | 6     | 2     | 9      | 2      | —      | —      | 36     | 20     |
| 2015/16                       | VfL Wolfsburg       | Bundesliga         | 22         | 8          | 2     | 1     | 6      | 1      | 1      | 0      | 31     | 10     |
| 2016/17                       | VfL Wolfsburg       | Bundesliga         | 1          | 0          | 1     | 1     | 0      | 0      | 0      | 0      | 2      | 1      |
| 2016/17                       | Sporting CP         | Primeira Liga      | 31         | 34         | 4     | 1     | 6      | 1      | 0      | 0      | 41     | 36     |
| 2017/18                       | Sporting CP         | Primeira Liga      | 30         | 27         | 8     | 3     | 11     | 4      | 0      | 0      | 49     | 34     |
| 2018/19                       | Sporting CP         | Primeira Liga      | 22         | 15         | 9     | 7     | 4      | 1      | 0      | 0      | 35     | 23     |
| 2019/20                       | Sporting CP         | Primeira Liga      | 1          | 0          | 0     | 0     | 0      | 0      | 1      | 0      | 2      | 0      |
| 2019/20                       | Eintracht Frankfurt | Bundesliga         | 24         | 8          | 2     | 2     | 4      | 0      | 0      | 0      | 30     | 10     |
| 2020/21                       | Eintracht Frankfurt | Bundesliga         | 12         | 4          | 1     | 1     | 2      | 0      | 0      | 0      | 15     | 5      |
| 2020/21                       | Club Brugge         | Jupiler Pro League | 19         | 9          | 1     | 1     | 2      | 0      | 0      | 0      | 22     | 10     |
| 2021/22                       | Club Brugge         | Jupiler Pro League | 25         | 12         | 5     | 2     | 3      | 0      | 2      | 0      | 35     | 14     |
| 2022/23                       | FC Utrecht          | Eredivisie         | 22         | 9          | 0     | 0     | —      | —      | 2      | 0      | 24     | 9      |
| 2023/24                       | N.E.C.              | Eredivisie         | 8          | 3          | 0     | 0     | —      | —      | 0      | 0      | 8      | 3      |
| Carrièretotaal                | Carrièretotaal      | Carrièretotaal     | 429        | 225        | 58    | 34    | 47     | 9      | 8      | 1      | 542    | 269    |
| Bijgewerkt op 2 november 2023 |                     |                    |            |            |       |       |        |        |        |        |        |        |

## Alle hattricks
| Datum            | Seizoen | Club          | Tegenstander        | Eindstand | Competitie     | Aantal doelp.             |
| ---------------- | ------- | ------------- | ------------------- | --------- | -------------- | ------------------------- |
| 18 april 2008    | 2007/08 | FC Emmen      | SC Veendam          | 3–2       | Eerste divisie | 7' 69' 90+2'              |
| 29 oktober 2011  | 2011/12 | sc Heerenveen | ADO Den Haag        | 4–0       | Eredivisie     | 77 (p.)' 82 (p.)' 87'     |
| 10 december 2011 | 2011/12 | sc Heerenveen | Excelsior Rotterdam | 0–5       | Eredivisie     | 13' 18' 43' 58' 66'       |
| 14 april 2012    | 2011/12 | sc Heerenveen | N.E.C.              | 2–4       | Eredivisie     | 66' 71' 79'               |
| 14 februari 2015 | 2014/15 | VfL Wolfsburg | Bayer 04 Leverkusen | 4–5       | Bundesliga     | 6' 29' 63' 90+3'          |
| 11 maart 2017    | 2016/17 | Sporting CP   | CD Tondela          | 1–4       | Primeira Liga  | 33' 55' 71 (p.)' 78 (p.)' |
| 8 april 2017     | 2016/17 | Sporting CP   | Boavista FC         | 4–0       | Primeira Liga  | 29' 48 (p.)' 63'          |
| 30 april 2017    | 2016/17 | Sporting CP   | SC Braga            | 2–3       | Primeira Liga  | 50 (p.)' 75' 84'          |
| 21 mei 2017      | 2016/17 | Sporting CP   | GD Chaves           | 4–1       | Primeira Liga  | 11 (p.)' 15' 90 (p.)'     |
| 22 oktober 2017  | 2017/18 | Sporting CP   | GD Chaves           | 5–1       | Primeira Liga  | 6' 15' 75'                |
| 7 januari 2018   | 2017/18 | Sporting CP   | CS Marítimo         | 5–0       | Primeira Liga  | 21' 74' 78'               |
| 14 januari 2018  | 2017/18 | Sporting CP   | Desportivo Aves     | 3–0       | Primeira Liga  | 31' 52 (p.)' 90'          |

## Interlandcarrière

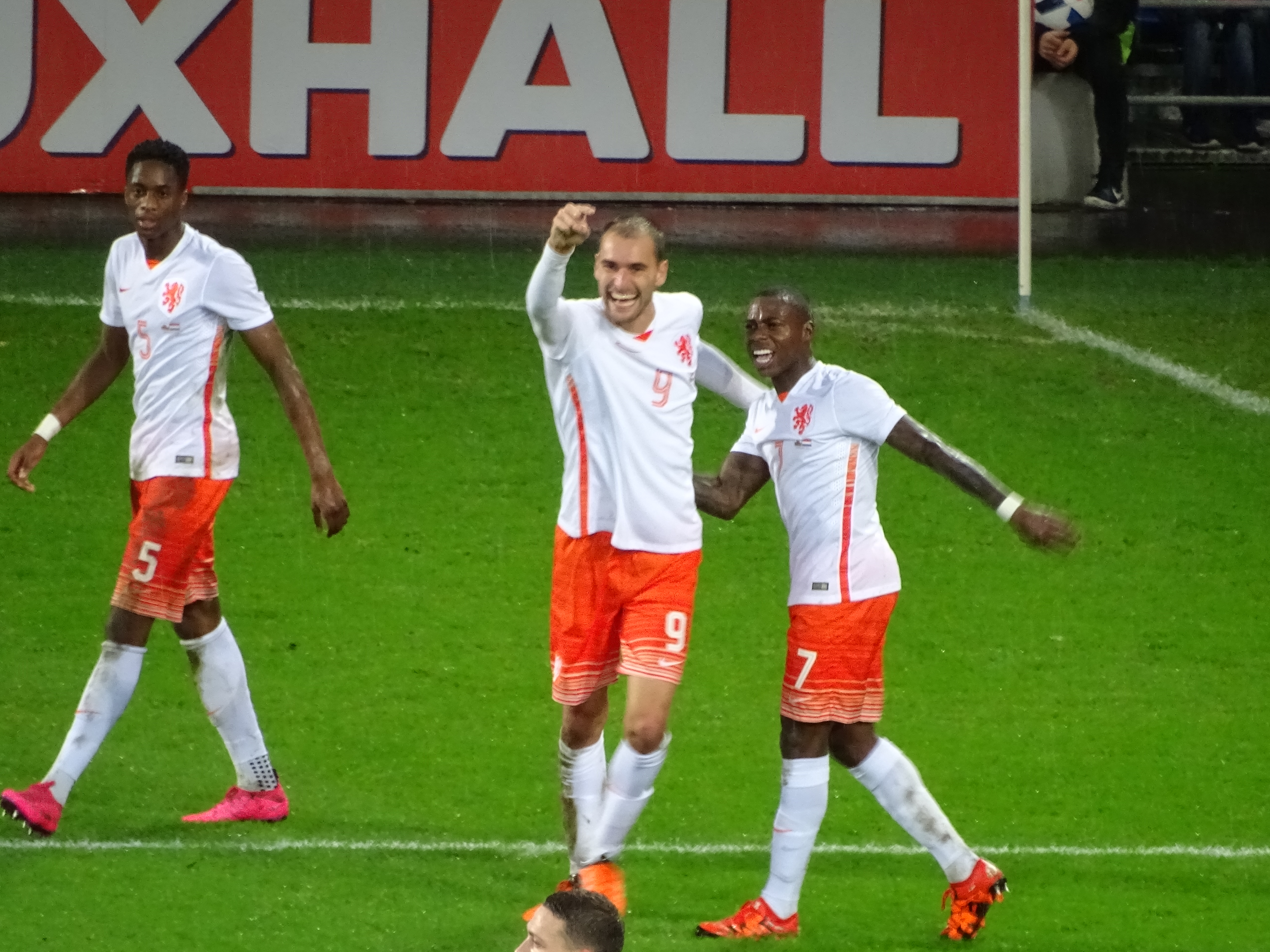
Dost maakte in november 2015 zijn eerste en enige interlanddoelpunt, in en tegen Wales

In augustus 2012 haalde Louis van Gaal Dost voor het eerst bij de selectie van het Nederlands elftal voor een oefeninterland in Brussel tegen België. In het met 4-2 verloren duel kwam hij niet van de bank.
Tweeënhalf jaar later selecteerde Guus Hiddink hem voor een EK-kwalificatiewedstrijd tegen Turkije en een oefeninterland tegen Spanje. Hij maakte op zaterdag 28 maart 2015 zijn debuut als international, tegen Turkije (1-1). Hij viel in die wedstrijd in de 62ste minuut in voor Nigel de Jong. Drie dagen later speelde Dost eveneens mee tegen Spanje, die met 2-0 werd gewonnen.
Op 13 november 2015 maakte Dost zijn eerste doelpunt voor Oranje, tijdens een oefeninterland in en tegen Wales (2-3). Op aangeven van Daryl Janmaat kopte hij in de eerste helft het openingsdoelpunt binnen.
Dost maakte op 17 april 2018 bekend per direct een punt achter zijn interlandloopbaan te zetten. Hij speelde in totaal achttien interlands waarin hij één keer tot scoren kwam.
| Interlands van Bas Dost voor Nederland | Interlands van Bas Dost voor Nederland | Interlands van Bas Dost voor Nederland | Interlands van Bas Dost voor Nederland | Interlands van Bas Dost voor Nederland | Interlands van Bas Dost voor Nederland |
| №                                      | Datum                                  | Wedstrijd                              | Uitslag                                | Competitie                             | Doelp.                                 |
| -------------------------------------- | -------------------------------------- | -------------------------------------- | -------------------------------------- | -------------------------------------- | -------------------------------------- |
| 1                                      | 28 maart 2015                          | Nederland – Turkije                    | 1 – 1                                  | Kwalificatie EK 2016                   |                                        |
| 2                                      | 31 maart 2015                          | Nederland – Spanje                     | 2 – 0                                  | Vriendschappelijk                      |                                        |
| 3                                      | 14 oktober 2015                        | Nederland – Tsjechië                   | 2 – 3                                  | Kwalificatie EK 2016                   |                                        |
| 4                                      | 13 november 2015                       | Wales – Nederland                      | 2 – 3                                  | Vriendschappelijk                      | 32'                                    |
| 5                                      | 27 mei 2016                            | Ierland – Nederland                    | 1 – 1                                  | Vriendschappelijk                      |                                        |
| 6                                      | 1 juni 2016                            | Polen – Nederland                      | 1 – 2                                  | Vriendschappelijk                      |                                        |
| 7                                      | 1 september 2016                       | Nederland – Griekenland                | 1 – 2                                  | Vriendschappelijk                      |                                        |
| 8                                      | 6 september 2016                       | Zweden – Nederland                     | 1 – 1                                  | Kwalificatie WK 2018                   |                                        |
| 9                                      | 7 oktober 2016                         | Nederland – Wit-Rusland                | 4 – 1                                  | Kwalificatie WK 2018                   |                                        |
| 10                                     | 10 oktober 2016                        | Nederland – Frankrijk                  | 0 – 1                                  | Kwalificatie WK 2018                   |                                        |
| 11                                     | 9 november 2016                        | Nederland – België                     | 1 – 1                                  | Vriendschappelijk                      |                                        |
| 12                                     | 13 november 2016                       | Luxemburg – Nederland                  | 1 – 3                                  | Kwalificatie WK 2018                   |                                        |
| 13                                     | 25 maart 2017                          | Bulgarije – Nederland                  | 2 – 0                                  | Kwalificatie WK 2018                   |                                        |
| 14                                     | 31 mei 2017                            | Marokko – Nederland                    | 1 – 2                                  | Vriendschappelijk                      |                                        |
| 15                                     | 4 juni 2017                            | Nederland – Ivoorkust                  | 5 – 0                                  | Vriendschappelijk                      |                                        |
| 16                                     | 7 oktober 2017                         | Wit-Rusland – Nederland                | 1 – 3                                  | Kwalificatie WK 2018                   |                                        |
| 17                                     | 10 oktober 2017                        | Nederland – Zweden                     | 2 – 0                                  | Kwalificatie WK 2018                   |                                        |
| 18                                     | 23 maart 2018                          | Nederland – Engeland                   | 0 – 1                                  | Vriendschappelijk                      |                                        |

## Erelijst
VfL Wolfsburg
- DFB-Pokal: 2014/15
- DFL-Supercup: 2015

 Sporting CP
- Taça de Portugal: 2018/19
- Taça da Liga: 2017/18, 2018/19

 Club Brugge
- Jupiler Pro League: 2020/21, 2021/22
- Belgische Supercup: 2021

Individueel
- Topscorer Eredivisie: 2011/12
- Topscorer KNVB beker: 2011/12
- sc Heerenveen - Speler van het Jaar : 2011/12
- Kicker Bundesliga Team van het Seizoen: 2014/15
- Zilveren Schoen: 2016/17
- Topscorer Primeira Liga: 2016/17
- Primeira Liga - Speler van de Maand: maart 2017, oktober/november 2018